# Чемпионат СССР по лёгкой атлетике 1947
Лично-командный чемпионат СССР по лёгкой атлетике 1947 года проходил с 29 августа по 5 сентября в Харькове на стадионе «Динамо». На старт вышли 1120 легкоатлетов, представлявшие команды союзных республик и городов Москвы и Ленинграда. На протяжении восьми дней были разыграны 38 комплектов медалей (24 у мужчин и 14 у женщин).
Решением Совета Министров СССР от 2 июля 1947 года чемпионы СССР награждались золотыми медалями, призёры и новые рекордсмены страны — жетонами. Чемпионы по завершении соревнований сразу получали красную майку чемпиона с красочно вышитым гербом СССР, все призёры — дипломы соответствующей степени. Медали и жетоны изготовлялись и вручались позже.
С 1947 года из программы чемпионатов СССР было исключено метание гранаты.
Как и в прошлые годы, чемпионат страны принёс большое количество рекордных результатов. Громко заявил о себе 21-летний Тимофей Лунёв: в беге на 200 метров с барьерами он дважды за один день улучшил рекорд СССР. Утром в предварительном забеге он показал результат 24,5 (на 0,6 секунды быстрее предыдущего достижения), а вечером первенствовал в финале — 24,4. На дистанции 400 метров с барьерами Лунёв смог навязать серьёзную борьбу действующему чемпиону Сергею Комарову, проиграв тому на финише 0,3 секунды.
Эстонец Хейно Липп на 13 см превысил рекорд Европы в толкании ядра — 16,73 м. Это достижение не было зарегистрировано официально, поскольку СССР на тот момент не являлся членом ИААФ.
Соревнования десятиборцев прошли в упорной борьбе Владимира Волкова и действующего рекордсмена страны Сергея Кузнецова. По ходу турнира они четыре раза сменяли друг друга на лидирующей позиции. Благодаря удачным выступлениям в трёх заключительных видах (шест, копьё и 1500 м) чемпионом впервые в карьере стал Волков. Его результат 7159 очков стал новым всесоюзным рекордом и лучшим результатом сезона в мире.
Мужская ходьба на 50 км и женская эстафета 4×200 метров являлись относительно новыми дисциплинами для советских легкоатлетов и проводились в рамках национального первенства второй раз. Они ожидаемо принесли новые рекорды: Адольф Лиепаскалнс закончил самую длинную дистанцию чемпионата с результатом 4:35.48,8, а сборная РСФСР установила новый ориентир в эстафете — 1.43,9.
Валентина Фокина в упорной борьбе с Еленой Гокиели защитила титул чемпионки в беге на 80 метров с барьерами. Старт лучше удался бегунье из Тбилиси, однако к последнему барьеру Фокина настигла её, а затем в броске на финишную ленточку добилась незначительного преимущества. Спортсменка из Горького выиграла эту дистанцию на первенстве страны в пятый раз подряд и в седьмой в сумме. Результат Фокиной и Гокиели (11,5) стал новым национальным рекордом.
Два всесоюзных достижения обновила Александра Чудина. В прыжке в высоту она взяла 1,64 м, а в пятиборье набрала сумму 4561 очко. Помимо этого, на счету легкоатлетки из Москвы оказалась победа в прыжке в длину и третье призовое место в метании копья.
По количеству побед лучшим легкоатлетом чемпионата стал многократный рекордсмен СССР Александр Пугачёвский. В Харькове он не улучшил ни одного из своих рекордов, но всё равно безоговорочно выиграл дистанции 800, 1500 и 3000 метров с препятствиями, а также эстафету 4×400 метров.
Феодосий Ванин во второй раз в карьере сделал победный дубль на дистанциях 5000 и 10 000 метров. На второй из них он уступил собственному всесоюзному достижению (30.35,2) чуть более секунды. В спринтерском беге две победы (100 и 200 метров) за явным преимуществом одержал чемпион Европы 1946 года Николай Каракулов. К ним он добавил золотую медаль в эстафете 4×100 метров, завоёванную в составе сборной Москвы.
В женском спринте результаты оказались менее предсказуемыми. Если в беге на 100 метров двукратная чемпионка Европы Евгения Сеченова уверенно защитила титул, то на дистанции вдвое длиннее её обошла не только Зоя Духович, но и Ядвига Блинова.
40-летний Николай Озолин в девятый раз выиграл чемпионат СССР в прыжке с шестом. Для прыгуна в длину Сергея Кузнецова победа в Харькове стала пятой подряд, для толкательницы ядра Татьяны Севрюковой — четвёртой подряд и шестой в сумме.
Чемпионат СССР по марафону прошёл отдельно, 20 июля в Москве. Немногим ранее, 8 июня, в Москве также определились чемпионы страны в кроссе.

## Командное первенство
| Место | Команда        |
| ----- | -------------- |
| 1     | Москва         |
| 2     | Украинская ССР |
| 3     | Ленинград      |

## Медалисты

### Мужчины
| Дисциплина             | Золото                                                                  | Золото            | Серебро                                   | Серебро           | Бронза                                       | Бронза            |
| ---------------------- | ----------------------------------------------------------------------- | ----------------- | ----------------------------------------- | ----------------- | -------------------------------------------- | ----------------- |
| 100 м                  | Николай Каракулов Москва                                                | 10,8              | Георг Гильде Эстонская ССР Таллин         | 11,0              | Владимир Филин РСФСР Ростов-на-Дону          | 11,1              |
| 200 м                  | Николай Каракулов Москва                                                | 22,1              | Пётр Головкин Москва                      | 22,7              | Георг Гильде Эстонская ССР Таллин            | 23,0              |
| 400 м                  | Сергей Комаров Москва                                                   | 49,4              | Геннадий Модой РСФСР Ростов-на-Дону       | 50,8              | Борис Тарелкин РСФСР Московская область      | 51,9              |
| 800 м                  | Александр Пугачёвский Москва                                            | 1.54,5            | Юрис Ритиньш Латвийская ССР Рига          | 1.56,8            | Михаил Сидоренко Белорусская ССР Минск       | 1.57,0            |
| 1500 м                 | Александр Пугачёвский Москва                                            | 3.56,6            | Эрих Веэтыусме Эстонская ССР Таллин       | 3.58,2            | Михаил Сидоренко Белорусская ССР Минск       | 3.59,6            |
| 5000 м                 | Феодосий Ванин Москва                                                   | 15.08,4           | Никифор Попов РСФСР Хабаровск             | 15.15,0           | Станислав Пржевальский Москва                | 15.23,4           |
| 10 000 м               | Феодосий Ванин Москва                                                   | 30.36,8           | Никифор Попов РСФСР Хабаровск             | 31.13,4           | Василий Гордиенко Ленинград                  | 31.16,4           |
| 3000 м с препятствиями | Александр Пугачёвский Москва                                            | 9.19,0            | Павел Зверев Москва                       | 9.22,2            | Владимир Казанцев Москва                     | 9.26,6            |
| 110 м с барьерами      | Иван Анисимов Украинская ССР Киев                                       | 15,2              | Евгений Буланчик Украинская ССР Киев      | 15,3              | Пётр Денисенко Украинская ССР Днепропетровск | 15,4              |
| 200 м с барьерами      | Тимофей Лунёв РСФСР Новосибирск                                         | 24,4              | Иван Анисимов Украинская ССР Киев         | 25,0              | Борис Тарелкин РСФСР Московская область      | 26,9              |
| 400 м с барьерами      | Сергей Комаров Москва                                                   | 55,3              | Тимофей Лунёв РСФСР Новосибирск           | 55,6              | Ф. Мельников Белорусская ССР Минск           | 57,1              |
| Прыжок в высоту        | Герман Реш Ленинград                                                    | 1,90 м            | Михаил Кузнецов Москва                    | 1,90 м            | Габриэль Атанелов Грузинская ССР Тбилиси     | 1,85 м            |
| Прыжок с шестом        | Николай Озолин Москва                                                   | 4,12 м            | Виктор Князев Москва                      | 3,90 м            | Владимир Дубинин РСФСР Ростов-на-Дону        | 3,80 м            |
| Прыжок в длину         | Сергей Кузнецов Москва                                                  | 7,15 м            | Артём Агаеков Москва                      | 7,09 м            | Пётр Головкин Москва                         | 7,08 м            |
| Тройной прыжок         | Борис Замбримборц Москва                                                | 14,37 м           | Артём Агаеков Москва                      | 14,30 м           | Алексей Борисов Узбекская ССР Ташкент        | 14,25 м           |
| Толкание ядра          | Хейно Липп Эстонская ССР Тарту                                          | 16,73 м           | Дмитрий Горяинов Ленинград                | 14,96 м           | Виктор Тутевич Москва                        | 14,74 м           |
| Метание диска          | Хейно Липп Эстонская ССР Тарту                                          | 49,41 м           | Али Исаев Москва                          | 47,06 м           | Николай Кутьев Ленинград                     | 45,68 м           |
| Метание молота         | Александр Шехтель Ленинград                                             | 54,21 м           | Александр Канаки Украинская ССР Киев      | 52,21 м           | Йоханнес Коткас Эстонская ССР Таллин         | 50,62 м           |
| Метание копья          | Фридрих Иссак Эстонская ССР Таллин                                      | 61,73 м           | Виктор Алексеев Ленинград                 | 61,64 м           | Ян Шедько Украинская ССР Киев                | 60,61 м           |
| Десятиборье*           | Владимир Волков Москва                                                  | 7159 очков (6699) | Сергей Кузнецов Москва                    | 6806 очков (6419) | Пётр Денисенко Украинская ССР Днепропетровск | 6339 очков (6069) |
| Ходьба на 20 км        | Петерис Зелтыньш Латвийская ССР Рига                                    | 1:38.11,4         | Адольф Лиепаскалнс Латвийская ССР Алуксне | 1:39.17,0         | Владимир Ухов Ленинград                      | 1:44.46,4         |
| Ходьба на 50 км        | Адольф Лиепаскалнс Латвийская ССР Алуксне                               | 4:35.48,8         | Арнольд Круклиньш Латвийская ССР Рига     | 4:44.30,6         | Арнольд Фельдманис Латвийская ССР Рига       | 4:47.52,8         |
| Эстафета 4×100 м       | Москва Пётр Головкин Гавриил Коробков Сергей Кузнецов Николай Каракулов | 42,6              | РСФСР                                     | 43,1              | Украинская ССР                               | 43,6              |
| Эстафета 4×400 м       | Москва И. Кудрявцев Анатолий Зимин Александр Пугачёвский Сергей Комаров | 3.24,0            | Украинская ССР                            | 3.24,8            | РСФСР                                        | 3.25,4            |

* Для определения победителя в соревнованиях десятиборцев использовалась старая система начисления очков. Пересчёт с использованием современных таблиц перевода результатов в баллы приведён в скобках.

### Женщины
| Дисциплина       | Золото                                                                 | Золото    | Серебро                                  | Серебро   | Бронза                                      | Бронза     |
| ---------------- | ---------------------------------------------------------------------- | --------- | ---------------------------------------- | --------- | ------------------------------------------- | ---------- |
| 100 м            | Евгения Сеченова Москва                                                | 12,2      | Зоя Духович РСФСР Ростов-на-Дону         | 12,4      | Валентина Фокина РСФСР Горький              | 12,6       |
| 200 м            | Зоя Духович РСФСР Ростов-на-Дону                                       | 25,5      | Ядвига Блинова РСФСР Московская область  | 25,6      | Евгения Сеченова Москва                     | 25,7       |
| 400 м            | Ядвига Блинова РСФСР Московская область                                | 58,1      | Валентина Андрианова Украинская ССР Киев | 58,3      | Вера Быстрова Ленинград                     | 58,7       |
| 800 м            | Ольга Овсянникова Москва                                               | 2.16,3    | Мария Белоглазова Украинская ССР Харьков | 2.19,7    | Галина Жильцова Москва                      | 2.20,2     |
| 1500 м           | Ольга Овсянникова Москва                                               | 4.38,6    | Людмила Горностаева РСФСР Свердловск     | 4.39,6    | Татьяна Панкратова РСФСР Московская область | 4.42,2     |
| 80 м с барьерами | Валентина Фокина РСФСР Горький                                         | 11,5      | Елена Гокиели Грузинская ССР Тбилиси     | 11,5      | Екатерина Адаменко Украинская ССР Киев      | 11,6       |
| Прыжок в высоту  | Александра Чудина Москва                                               | 1,64 м    | Галина Ганекер РСФСР Владивосток         | 1,60 м    | Ольга Шахова Ленинград                      | 1,50 м     |
| Прыжок в длину   | Александра Чудина Москва                                               | 5,63 м    | Елена Гокиели Грузинская ССР Тбилиси     | 5,62 м    | Лидия Гайле Латвийская ССР Рига             | 5,59 м     |
| Толкание ядра    | Татьяна Севрюкова Москва                                               | 13,96 м   | Клавдия Точёнова Ленинград               | 13,62 м   | Анна Андреева Москва                        | 13,27 м    |
| Метание диска    | Нина Думбадзе Грузинская ССР Тбилиси                                   | 44,48 м   | Римма Шумская Москва                     | 41,62 м   | Зоя Синицкая Украинская ССР Киев            | 40,76 м    |
| Метание копья    | Клавдия Маючая Москва                                                  | 47,82 м   | Наталья Дятлова Ленинград                | 46,07 м   | Александра Чудина Москва                    | 45,44 м    |
| Пятиборье        | Александра Чудина Москва                                               | 4561 очко | Клавдия Точёнова Ленинград               | 4142 очка | Элла Мицис Москва                           | 3496 очков |
| Эстафета 4×100 м | РСФСР Валентина Фокина Ядвига Блинова Клавдия Емельянова Зоя Духович   | 49,2      | Украинская ССР                           | 50,1      | Москва                                      | 50,2       |
| Эстафета 4×200 м | РСФСР Полина Родина Клавдия Емельянова Валентина Фокина Ядвига Блинова | 1.43,9    | Украинская ССР                           | 1.45,2    | Ленинград                                   | 1.46,2     |

## Чемпионат СССР по кроссу
Лично-командный чемпионат СССР по кроссу 1947 года прошёл 8 июня в Москве.
| Мужчины   | Мужчины                | Женщины   | Женщины                  |
| Дистанция | Чемпион                | Дистанция | Чемпионка                |
| --------- | ---------------------- | --------- | ------------------------ |
| 8 км      | Алексей Тюленев Москва | 2 км      | Ольга Овсянникова Москва |

## Чемпионат СССР по марафону
Лично-командный чемпионат СССР по марафону 1947 года прошёл 20 июля в Москве. Соревнования состоялись во Всесоюзный день физкультурника. На старт вышли 53 бегуна, из них 49 успешно закончили дистанцию. С первых метров дистанции лидерство захватил Василий Гордиенко, его преследовали Феодосий Ванин и Яков Пунько. После 32-го километра Пунько сошёл с дистанции, в то же время Ванин постепенно сократил отрыв от лидера до 150 метров. После 35-го километра Гордиенко нашёл в себе силы на финишное ускорение, благодаря которому вновь смог увеличить преимущество над преследователями и уверенно победить. Результат 2:37.00,0 стал новым всесоюзным достижением. Многократный чемпион и рекордсмен страны Феодосий Ванин, для которого этот марафон стал первым в карьере, финишировал на втором месте через три с половиной минуты после чемпиона.
| Дисциплина | Золото                      | Золото    | Серебро               | Серебро   | Бронза                              | Бронза    |
| ---------- | --------------------------- | --------- | --------------------- | --------- | ----------------------------------- | --------- |
| Марафон    | Василий Гордиенко Ленинград | 2:37.00,0 | Феодосий Ванин Москва | 2:40.36,0 | Борис Реут РСФСР Московская область | 2:47.37,0 |